# ブラーツク

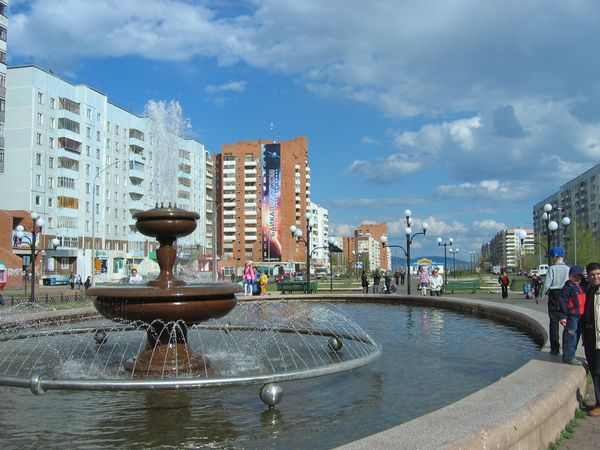
ブラーツク中心部

ブラーツク（ロシア語: Братск、Bratsk）は、ロシア連邦のシベリア連邦管区の都市。イルクーツク州中部、バイカル湖の西側に位置する。人口は224,071人（2021年現在）である。

## 概要
アンガラ川とオカ川の合流点に近い。アンガラ川をブラーツクダムにより堰き止めたブラーツク湖、ブラーツク水力発電所が有名である。ブラーツク国立工科大学、イルクーツク国立大学の支部がある。国際空港を持つ。

## 歴史
ブラーツク周辺にロシア人が進出したのは1631年であり、ここに要塞が建設された。1940年代には水力発電所を建設するため、当地へバム鉄道が延伸されており、シベリア抑留で動員された日本人の多くが使役された土地である。
人口が飛躍的に増加したのは、1955年にブラーツクダムおよび水力発電所の建設が始まってからである。大型土木工事の労働者は全国のコムソモールからの参加もみられた。完成後のブラーツクの人口は20万人を超える規模となった。1970年代のブラーツクダムには「共産主義、それはソビエト政権プラス全国の電化である」というウラジーミル・レーニンの言葉が掲げられた。発電所の最大出力は400万キロワットと当時世界第2位。ブラーツク市は、豊富で安価な電力を生かしたアルミニウム精錬や、周辺の森林（タイガ）資源を利用したパルプ製造などが行われ急速に発展。人間と自然が織りなす壮大なシベリア開発の複合式発展は「ブラーツク方式」と呼ばれ、ソビエト連邦の発展を示す事例として喧伝された。
一方で、東西冷戦下において重要な産業都市としてアピールすることは、敵国の攻撃目標とされることが想定された。ブラーツクに限る話ではないが、1960年代後半に修正されたソビエト連邦の地図では、ブラーツクの位置は核攻撃などを想定して、実際の場所より20キロメートル程度ずれた場所に記載されていた。

## 気候
ケッペンの気候区分で亜寒帯湿潤気候 (Dfc)に属する。中央シベリアの都市では、比較的過ごしやすい気候とされる。
| ブラーツクの気候         | ブラーツクの気候 | ブラーツクの気候 | ブラーツクの気候 | ブラーツクの気候 | ブラーツクの気候 | ブラーツクの気候 | ブラーツクの気候 | ブラーツクの気候 | ブラーツクの気候 | ブラーツクの気候 | ブラーツクの気候 | ブラーツクの気候 | ブラーツクの気候 |
| 月                       | 1月              | 2月              | 3月              | 4月              | 5月              | 6月              | 7月              | 8月              | 9月              | 10月             | 11月             | 12月             | 年               |
| ------------------------ | ---------------- | ---------------- | ---------------- | ---------------- | ---------------- | ---------------- | ---------------- | ---------------- | ---------------- | ---------------- | ---------------- | ---------------- | ---------------- |
| 最高気温記録 °C （°F）   | 3.0 (37.4)       | 7.2 (45)         | 13.4 (56.1)      | 22.8 (73)        | 31.1 (88)        | 34.0 (93.2)      | 37.0 (98.6)      | 32.3 (90.1)      | 27.2 (81)        | 22.8 (73)        | 10.0 (50)        | 9.2 (48.6)       | 37 (98.6)        |
| 平均最高気温 °C （°F）   | −17.1 (1.2)      | −13.1 (8.4)      | −4.3 (24.3)      | 4.0 (39.2)       | 13.3 (55.9)      | 20.5 (68.9)      | 23.6 (74.5)      | 20.2 (68.4)      | 12.7 (54.9)      | 2.5 (36.5)       | −7.9 (17.8)      | −15.1 (4.8)      | 3.28 (37.9)      |
| 日平均気温 °C （°F）     | −20.6 (−5.1)     | −17.5 (0.5)      | −9.4 (15.1)      | −0.5 (31.1)      | 8.1 (46.6)       | 15.1 (59.2)      | 18.3 (64.9)      | 15.1 (59.2)      | 7.9 (46.2)       | −1.1 (30)        | −11.2 (11.8)     | −18.3 (−0.9)     | −1.17 (29.88)    |
| 平均最低気温 °C （°F）   | −24.9 (−12.8)    | −22.7 (−8.9)     | −15.7 (3.7)      | −6.2 (20.8)      | 1.8 (35.2)       | 8.8 (47.8)       | 12.5 (54.5)      | 9.6 (49.3)       | 2.9 (37.2)       | −5.3 (22.5)      | −15.5 (4.1)      | −22.5 (−8.5)     | −6.43 (20.41)    |
| 最低気温記録 °C （°F）   | −53.9 (−65)      | −47.0 (−52.6)    | −40.0 (−40)      | −27.2 (−17)      | −12.2 (10)       | −8.2 (17.2)      | 0.2 (32.4)       | −3.0 (26.6)      | −12.0 (10.4)     | −28.0 (−18.4)    | −37.2 (−35)      | −44.0 (−47.2)    | −53.9 (−65)      |
| 降水量 mm （inch）       | 14.5 (0.571)     | 11.6 (0.457)     | 11.4 (0.449)     | 17.2 (0.677)     | 31.8 (1.252)     | 47.1 (1.854)     | 58.5 (2.303)     | 65.0 (2.559)     | 39.8 (1.567)     | 23.1 (0.909)     | 23.2 (0.913)     | 19.7 (0.776)     | 362.9 (14.287)   |
| 平均降水日数 （≥0.1 mm） | 24.6             | 20.9             | 19.6             | 11.3             | 15.8             | 10.8             | 11.8             | 11.7             | 14.0             | 19.9             | 26.0             | 27.8             | 214.2            |
| % 湿度                   | 82.4             | 81.6             | 72.1             | 64.8             | 63.8             | 67.7             | 69.4             | 75.5             | 71.5             | 75.8             | 81.7             | 84.2             | 74.21            |
| 平均月間日照時間         | 79.1             | 114.8            | 192.2            | 243.0            | 258.9            | 264.0            | 306.9            | 237.2            | 153.0            | 108.5            | 77.0             | 52.7             | 2,087.3          |
| 出典：climatebase.ru     |                  |                  |                  |                  |                  |                  |                  |                  |                  |                  |                  |                  |                  |

## 姉妹都市
- 七尾市（日本、石川県）
- 淄博市（中華人民共和国、山東省）